# Robin S
Robin Stone, mer känd som Robin S, född 27 april 1962, är en amerikansk singer-songwriter som nådde framgångar under 1990-talet med houselåtar som "Show Me Love"  och "Love for Love".